# Torre de' Roveri
Torre de' Roveri es una localidad y comune italiana de la provincia de Bérgamo, región de Lombardía, con 2.030 habitantes.

## Evolución demográfica
| Gráfica de evolución demográfica de Torre de' Roveri entre 1861 y 2001 |
|                                                                        |
| Fuente ISTAT - elaboración gráfica de Wikipedia                        |